# تفصيل (شعر)
التفصيل في الشعر هو ألا ينتظم للشاعر نسق الكلام على ما ينبغي لمكان العروض، فيقدم ويؤخر. كما قال دريد بن الصمة «وبلغ نميًرا، إن عرضت، ابن عامرٍ؛ فأيُّ أخٍ في النائباتِ وطالبِ» ففرق بين نمير بن عامر بقوله «إن عرضت». وكما قال أبو عدي القرشي «خيرُ راعي رعيةٍ، سرهُ الله؛ هشامٌ وخيرُ مأوى طريد».

## انظر أبضا
- تغيير (شعر)
- تغيير (لغة)
- تفصيل (لغة)
- إقحام (لغة)